# Tetragonula ruficornis
Tetragonula ruficornis là một loài Hymenoptera trong họ Apidae. Loài này được Smith mô tả khoa học năm 1870.